# Liliales
De Liliales zijn een orde van eenzaadlobbige bloeiende planten. Een orde onder deze naam wordt de laatste decennia universeel erkend door systemen voor plantentaxonomie. Maar de groep planten die met deze naam wordt aangeduid is lang niet altijd hetzelfde: de omschrijving wisselt dus.

## APWebsite
Een recente omschrijving is die van de APWebsite [20 november 2006] alwaar de orde uit 11 families bestaat:
- orde Liliales
  - familie Alstroemeriaceae
  - familie Campynemataceae
  - familie Colchicaceae (herfsttijloosfamilie)
  - familie Corsiaceae
  - familie Liliaceae (leliefamilie)
  - familie Luzuriagaceae
  - familie Melanthiaceae (eenbesfamilie)
  - familie Petermanniaceae
  - familie Philesiaceae
  - familie Ripogonaceae
  - familie Smilacaceae

Samen met de Asparagales vormen ze in de Europese flora de belangrijkste orde in de eenzaadlobbigen. Er zijn geen eenvoudig herkenbare eigenschappen. Bij de Asparagales komen parasiterende planten voor, bij de Liliales niet.

## APG II
De bovenstaande omschrijving is slechts een geringe verandering ten opzichte van het APG II-systeem (2003), alwaar de orde bestaat uit 10 families (het verschil zit in de familie Petermanniaceae, afgesplitst van Colchicaceae). In het APG III-systeem (2009) zijn hier geen veranderingen in aangebracht.
- orde Liliales
  - familie Alstroemeriaceae
  - familie Campynemataceae
  - familie Colchicaceae
  - familie Corsiaceae
  - familie Liliaceae
  - familie Luzuriagaceae
  - familie Melanthiaceae
  - familie Philesiaceae
  - familie Ripogonaceae
  - familie Smilacaceae

## APG I
De omschrijving in APG II, op zijn beurt, is een lichte wijziging ten opzichte van het APG-systeem (1998), alwaar de samenstelling was (het verschil zit in de familie Corsiaceae die in APG I niet in een orde geplaatst wordt):
- orde Liliales
  - familie Alstroemeriaceae
  - familie Campynemataceae
  - familie Colchicaceae
  - familie Liliaceae
  - familie Luzuriagaceae
  - familie Melanthiaceae
  - familie Philesiaceae
  - familie Ripogonaceae
  - familie Smilacaceae

## Cronquist
Heel anders was de omschrijving in het Cronquist-systeem (1981), dat de volgende samenstelling hanteerde:
- orde Liliales
  - familie Agavaceae
  - familie Alliaceae
  - familie Aloeaceae [ sic, nu Aloaceae ]
  - familie Amaryllidaceae
  - familie Cyanastraceae
  - familie Dioscoreaceae
  - familie Haemodoraceae
  - familie Hanguanaceae
  - familie Iridaceae
  - familie Liliaceae
  - familie Philydraceae
  - familie Pontederiaceae
  - familie Smilacaceae
  - familie Stemonaceae
  - familie Taccaceae
  - familie Velloziaceae
  - familie Xanthorrhoeaceae

Deze planten worden in APG verdeeld over meerdere ordes.

## Eerder
In eerdere systemen werden voor een dergelijke orde andere namen gebruikt: het Wettstein-systeem (laatste versie in 1935) gebruikte de naam Liliiflorae.